# Schleyer-Entführung

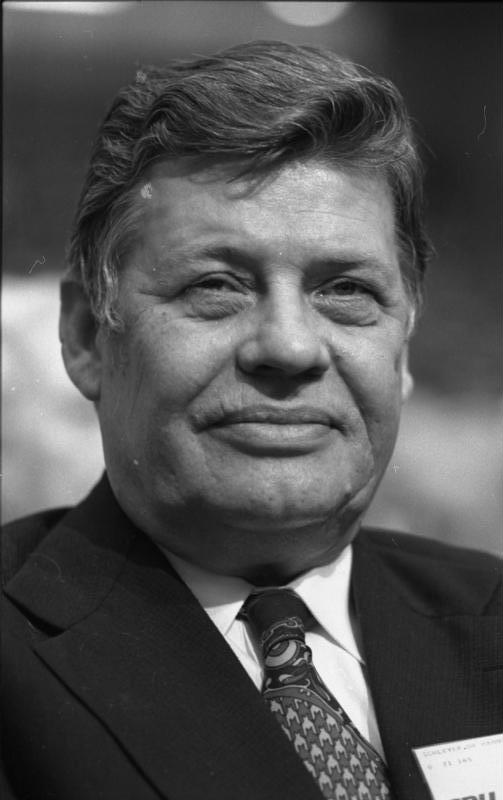
Hanns Martin Schleyer (1973)

Die Entführung von Hanns Martin Schleyer am 5. September 1977 war eine Aktion der linksextremistischen, terroristischen Vereinigung Rote Armee Fraktion (RAF), bei der insgesamt fünf Personen getötet wurden. Bei der Entführung selbst erschoss die RAF den Fahrer und die drei Personenschützer von Hanns Martin Schleyer. Dieser wurde in einem geheimen Versteck gefangen gehalten und schließlich am 18. Oktober 1977 durch mehrere Kopfschüsse ermordet.
Genauso wie die Entführung des Flugzeugs „Landshut“ am 13. Oktober sollte die Entführung Schleyers dazu dienen, Gefangene aus deutschen Gefängnissen freizupressen. Dabei handelte es sich um eine Gruppe palästinensischer Terroristen der Volksfront zur Befreiung Palästinas (PFLP) und um Mitglieder der ersten Generation der RAF. Aufgrund von Erfahrungen aus der Lorenz-Entführung (1975), nach der sich freigepresste Terroristen bald wieder an Attentaten beteiligten, entschied die Bundesregierung unter Helmut Schmidt, nicht auf die Forderungen einzugehen. Die Entführung wird im Zusammenhang des sogenannten Deutschen Herbstes betrachtet, das heißt, einer Serie von RAF-Aktionen im Herbst 1977.
Hanns Martin Schleyer war ein ehemaliger SS-Untersturmführer, der als Präsident der Bundesvereinigung der Deutschen Arbeitgeberverbände (BDA) und des Bundesverbands der Deutschen Industrie (BDI) aus der Sicht der RAF als Symbol für eine faschistische, kapitalistische Bundesrepublik stand. Die Ziele der RAF gingen allerdings nicht auf: Die Gefangenen wurden nicht freigelassen, und die meisten Bundesbürger solidarisierten sich nicht mit den Entführern, sondern begrüßten es, dass der Staat konsequent gegen den Linksterrorismus auftrat.

## Hintergrund
1972 waren die Anführer der ersten RAF-Generation verhaftet und 1977 zu lebenslangen Haftstrafen verurteilt worden. Die Freipressung dieser Häftlinge war das wichtigste, wenn nicht einzige Ziel der zweiten Generation der RAF. Im Februar und März 1975 erreichte die Bewegung 2. Juni durch die Lorenz-Entführung die Freilassung von Gesinnungsgenossen: Fünf bereits zu Haftstrafen verurteilte Terroristen wurden in den Nahen Osten ausgeflogen. Vier von ihnen begingen später erneut terroristische Straftaten. Im April 1975 scheiterte mit der Geiselnahme von Stockholm ein erster Freipressungsversuch der RAF.
Die sogenannte Offensive 77 war zwei Jahre später ein neuer Anlauf. Teile der wesentlich von Siegfried Haag gestalteten RAF-Planung waren dem Bundeskriminalamt bereits bekannt, konnten aber erst nachträglich entschlüsselt werden.
Schleyer war in der Zeit des Nationalsozialismus Funktionär des Nationalsozialistischen Deutschen Studentenbundes (NSDStB) und Untersturmführer bei der Schutzstaffel (SS) in Prag, wurde jedoch nach dem Krieg nicht belangt und stieg in der Bundesrepublik zu einem hohen Wirtschaftsfunktionär und Manager auf. Lutz Hachmeister schreibt in seiner Biographie Schleyers, dass das „Bild vom Exnazi, der in der Nachkriegszeit zur Personifizierung des Großkapitals wurde“ entscheidend dafür gewesen sei, dass die RAF ihn für die Entführung auswählte.
Schleyer galt nach der Ermordung des Generalbundesanwalts Siegfried Buback und des Bankmanagers Jürgen Ponto, der bei einem Entführungsversuch durch Mitglieder der RAF erschossen wurde, im Frühjahr 1977 als hochgefährdet. An seinem Urlaubsort Meersburg erhielt Schleyer Ende Juni 1977 einen Anruf des damaligen Bundesministers des Innern Werner Maihofer. Dieser informierte ihn, dass er ab sofort zu den Personen gehöre, für die Sicherheitsstufe I gelte. Seine Wohnungen in Stuttgart, Meersburg und Köln wurden von Polizeiposten bewacht und Schleyer selbst durch Polizeibeamte geschützt. Er und sein Begleitschutz fuhren jedoch nicht in gepanzerten Fahrzeugen.

## Verlauf der Entführung

### Überfall

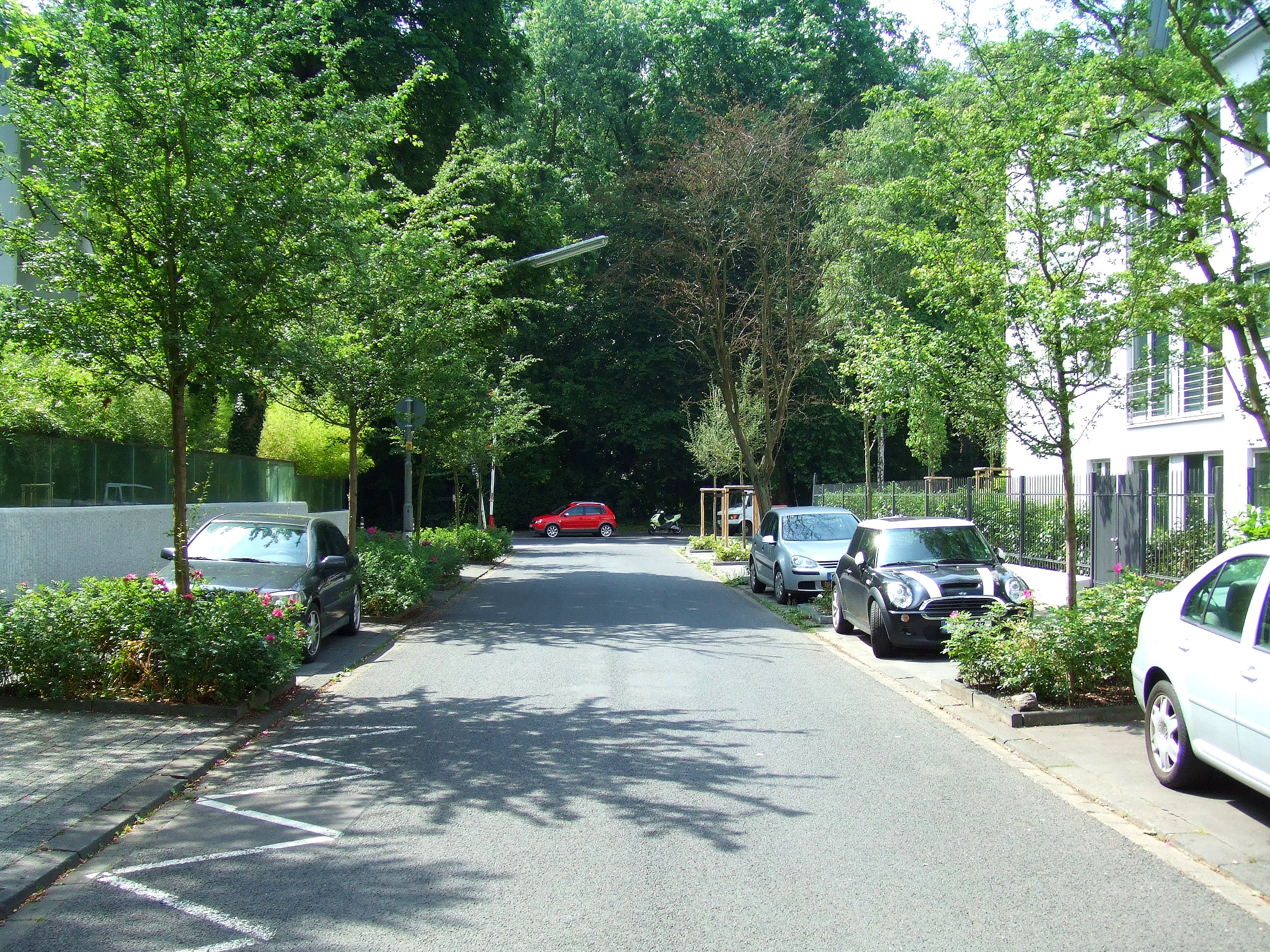
Ort der Entführung Schleyers, aufgenommen 2007

Am Montag, den 5. September 1977 gegen 17:10 Uhr wurde Hanns Martin Schleyer in Köln von seinem Fahrer Heinz Marcisz (41) in einem dunklen Mercedes 450 SEL von der Arbeitgeberzentrale am Oberländer Ufer zu seiner in dem Mehrfamilienhaus Raschdorffstraße 10 (Köln-Braunsfeld) gelegenen Dienstwohnung chauffiert. Die als Personenschützer tätigen Polizisten Reinhold Brändle (Fahrer des Begleitfahrzeugs, 41), Helmut Ulmer (Beifahrer, 24) und Roland Pieler (im Fond, 20) folgten in einem hellen Mercedes 280 E. Obwohl Schleyers Arbeitsplatz und Dienstwohnung in Nordrhein-Westfalen lagen, bestand die Eskorte nur aus Angehörigen der Landespolizei Baden-Württemberg, Bereich Stuttgart. Die drei Personenschützer waren bewaffnet, Marcisz und Schleyer hingegen nicht.
Das sogenannte Kommando Siegfried Hausner der RAF hatte eine Telefonkette eingerichtet, diese meldete die Annäherung der Fahrzeuge an die vier im Hinterhalt wartenden Schützen: Peter-Jürgen Boock, Sieglinde Hofmann, Willy Peter Stoll und Stefan Wisniewski. Boock und Hofmann sollten die Polizisten ausschalten, Stoll war auf Schleyers Fahrer angesetzt und Wisniewski sollte Schleyer überwältigen.
Als die beiden Wagen gegen 17:28 Uhr die Vincenz-Statz-Straße erreichten, fuhr Wisniewski das Sperrfahrzeug, einen gelben Mercedes 300 D, aus einer Einfahrt rückwärts in die Straße. Marcisz konnte noch rechtzeitig bremsen, doch das Begleitfahrzeug fuhr auf Schleyers Wagen auf und schob diesen auf das Sperrfahrzeug der RAF. Daraufhin eröffnete die RAF das Feuer. Es wurden in etwa eineinhalb Minuten mindestens 119 Schüsse abgegeben. Mehrfach getroffen erlag Marcisz nach kurzer Zeit seinen schweren Verletzungen.
Nach den auf Marcisz abgegebenen Schüssen rannte Stoll plötzlich und entgegen der Absprache in höchster Erregung quer durch die Schussrichtung von Boock und Hofmann, sprang auf die Motorhaube des Begleitfahrzeugs und verfeuerte die ganze übrige Munition seiner polnischen Maschinenpistole PM-63 (Kaliber 9 mm Makarow) durch die Frontscheibe ins Wageninnere. Der Fahrer, Polizeihauptmeister Reinhold Brändle, wurde 60-mal in allen Körperbereichen getroffen und starb kurz darauf. Polizeimeister Roland Pieler gelang es, den Fond des Fahrzeugs zu verlassen und mit seiner Dienstpistole dreimal zurückzuschießen, ohne zu treffen. Polizeihauptwachtmeister Helmut Ulmer schoss aus der geöffneten Beifahrertür achtmal mit seiner Maschinenpistole, traf aber ebenfalls nicht. Pieler und Ulmer wurden je mindestens dreimal tödlich getroffen.
Die Beschuss-Spuren der beiden rechten Türen des Begleitfahrzeuges sowie eine am Tatort aufgefundene Pistole Colt M1911, Kaliber .45 Colt, die niemandem der vier übrigen Beteiligten zugeordnet werden konnte, und auch die Lage des toten Beamten Pieler am Tatort legen die Vermutung nahe, dass eine fünfte Person beim Überfall aus der Deckung einer damals am Anfang der Vincenz-Statz-Straße gelegenen Baustelle heraus mitgewirkt hat. Entsprechende Ermittlungen des BKA zur Identifizierung dieser fünften Person sind bis heute nicht bekannt. Jahre später schilderte Boock während seiner Haft in einem Interview den genauen Verlauf der Schießerei.

### Geiselhaft

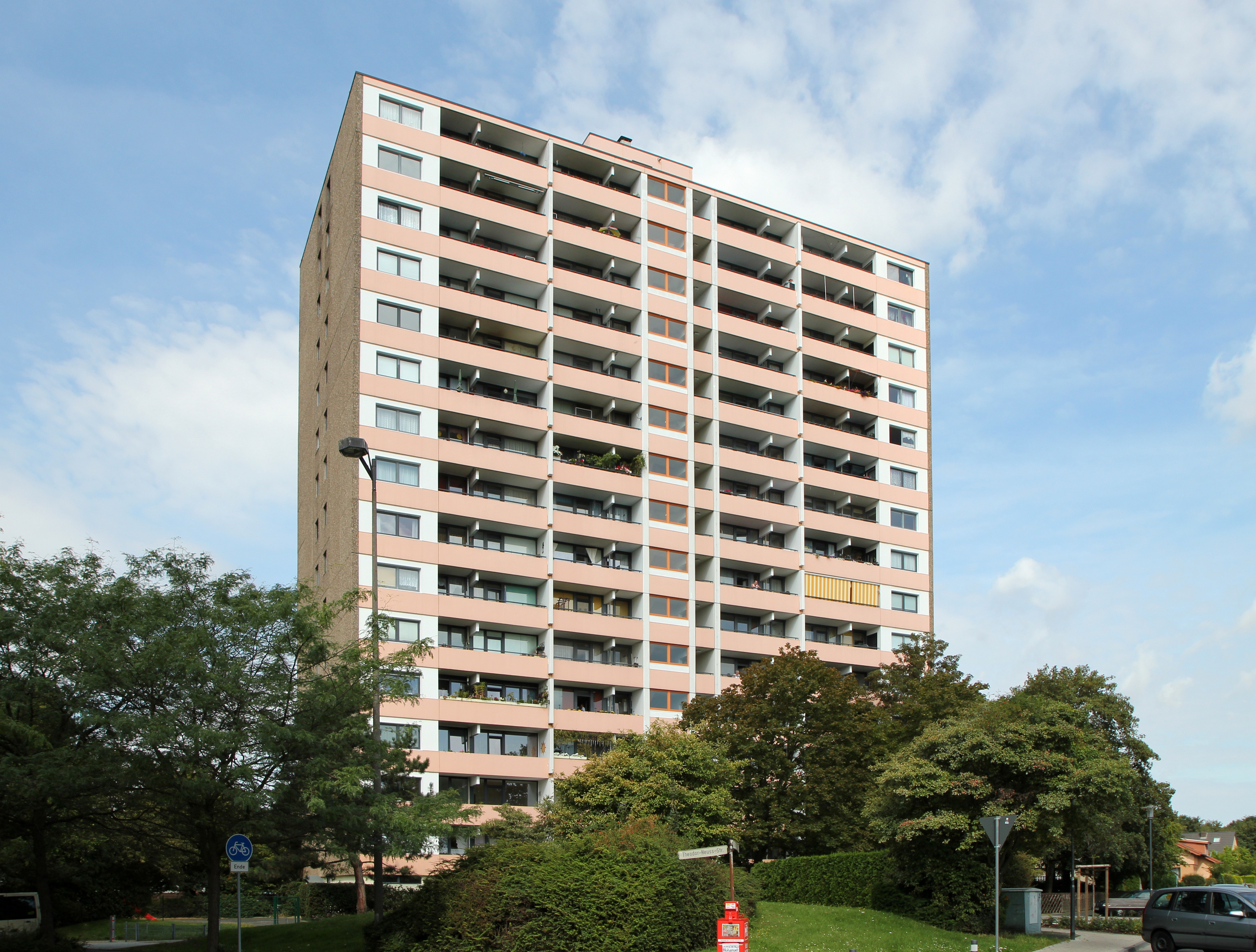
Nach der Entführung wurde Schleyer im Hochhaus Zum Renngraben 8 in Erftstadt-Liblar gefangen gehalten.

Zunächst flohen die Entführer mit dem unverletzt gebliebenen Schleyer in einem weißen VW-Bus T2 vom Tatort und wechselten in der Tiefgarage des Hauses am Wiener Weg 1b in Köln (50° 55′ 37,7″ N, 6° 51′ 56,6″ O), in dem sich eine konspirative Wohnung der RAF befand, das Fluchtfahrzeug. Dann brachten sie ihn nach Erftstadt-Liblar bei Köln, wo im Hochhaus Zum Renngraben 8 ein Appartement als Unterschlupf diente. Dort hatte am 21. Juli 1977 Monika Helbing unter dem falschen Namen Annerose Lottmann-Bückelers einen Mietvertrag für die Wohnung Nr. 104 abgeschlossen. Die Geisel war zeitweise in einem mit Schaumgummi schallgedämpften Wandschrank untergebracht und wurde gezwungen, per Videoaufnahmen an die von Kanzler Helmut Schmidt geführte Bundesregierung zu appellieren, ihn gegen elf inhaftierte RAF-Mitglieder der ersten Generation auszutauschen. Die Entführer forderten die Freilassung von Andreas Baader, Gudrun Ensslin, Jan-Carl Raspe, Verena Becker, Werner Hoppe, Karl-Heinz Dellwo, Hanna Krabbe, Bernhard Rössner, Ingrid Schubert, Irmgard Möller und Günter Sonnenberg. In Bekennerschreiben forderten die Entführer, ihre Erklärungen und Fotos des gefangenen Hanns Martin  Schleyer in der Tagesschau auszustrahlen. Dieses Material hatten sie von Paris aus weiter versenden lassen. Die Bundesregierung kam der Forderung jedoch nicht nach. Stattdessen wurde bereits in der ersten Sitzung des Krisenstabs zur Entführung eine Nachrichtensperre verhängt. Die Leitung aller wichtigen Beratungen behielt sich Kanzler Schmidt vor, wobei der sogenannte „Große Politische Beratungskreis“ aus den wichtigsten Ministern und Ministerpräsidenten, den Partei- und Fraktionsvorsitzenden aller Bundestagsparteien, dem BKA-Präsidenten und Generalbundesanwalt bestand. Die tägliche Krisenarbeit wurde hauptsächlich in der sogenannten Kleinen Lage bewältigt, bei der die unmittelbar beteiligten Minister sowie die Behördenchefs kooperierten. Hierbei wurden auch „exotische Lösungen“ diskutiert: Neben Ideen wie einer Flughafenkulisse in Israel, an die man die Gefangenen zum Schein ausfliegen lassen wollte, um sie in Sicherheit zu wiegen und zur Nennung des Codeworts zur Freilassung Schleyers zu bringen, wurden auch rechtswidrige Maßnahmen diskutiert. Hierzu zählten die Wiedereinführung der Todesstrafe für die Gefangenen, die Belegung von Angehörigen der Terroristen „mit Repressalien“, die Einrichtung von „Internierungslagern“ für Terroristen und die Idee von Franz Josef Strauß, „alle Stunde einen [zu] erschießen“. Die Idee der Todesstrafe wurde in diesen Tagen auch in der Öffentlichkeit und Presse sowie von bekannten Personen wie beispielsweise Golo Mann diskutiert. Auch die Fahndungsmaßnahmen waren teilweise rechtsstaatlich fragwürdig. So wurden zahlreiche Personen, darunter Anwälte (z. B. Otto Schily) und Ärzte, bei denen eine Nähe zur RAF vermutet wurde, abgehört. Eine rechtlich vorgesehene nachträgliche Informierung der Betroffenen fand nicht statt. Begründet wurden diese Maßnahmen mangels Rechtsgrundlage mit § 34 StGB (Rechtfertigender Notstand), was unter Juristen höchst umstritten war, da diese Norm eigentlich nur Handlungen des Bürgers, nicht aber des Staates rechtfertigen kann. Auch die Kontaktsperre, der die Gefangenen ab Beginn der Entführung ausgesetzt waren und die sogar Anwaltsbesuche verhinderte, wurde zunächst mit dieser Norm begründet, bevor in einem Eilverfahren nach nur wenigen Tagen eine gesetzliche Grundlage geschaffen wurde.
Per Rasterfahndung wurden Stromkunden- mit Meldedaten abgeglichen. Dabei erkannte ein örtlicher Polizist das Appartement als mögliches Versteck von Schleyer, weil es zahlreiche Kriterien für konspirative Wohnungen der RAF erfüllte: das Haus lag in Autobahnnähe, hatte eine Tiefgarage und mehrere Mietzahlungen erfolgten bar im Voraus. Er meldete dies dem zuständigen Krisenstab in Köln, der dieser Meldung aber nicht nachging. Sie wurde von einem Beamten in eine falsche Ablage gelegt. Als denkbar gilt, dass bei dem Verschwinden des Fernschreibens an das BKA die DDR-Staatssicherheit ihre Finger im Spiel hatte, die bereits seit Beginn der 1970er-Jahre in dem Liblarer Wohnhochhaus Agenten unter falschen Identitäten untergebracht hatte und möglicherweise deren Enttarnung befürchtete.
Ab dem 16. September wurde Schleyer einige Tage lang in einem Haus in der Stevinstraat im Stadtteil Scheveningen in Den Haag festgehalten. Das Haus wurde von der gegenüberliegenden Straßenseite durch die niederländischen Behörden observiert, ein Zugriff fand allerdings erst statt, nachdem Schleyer in der Nacht vom 19. zum 20. September in eine vornehme Wohnung in Brüssel im Bezirk Sint-Pieters-Woluwe gebracht worden war. Grund für die Verlegung war ein kurz zuvor in der Nähe stattgefundener Schusswechsel der niederländischen Polizei mit Angelika Speitel und einem weiteren Terroristen. In Brüssel wurde Schleyer bis zum 18. Oktober festgehalten.
Hanns-Eberhard Schleyer, Rechtsanwalt und ältester Sohn des Entführten, beantragte am 15. Oktober 1977 beim Bundesverfassungsgericht eine einstweilige Anordnung gegen die Bundesregierung und die betroffenen Landesregierungen, auf die Forderungen der Entführer seines Vaters einzugehen. Am gleichen Tag fand eine mündliche Verhandlung statt. Der Erste Senat lehnte den Antrag noch in der Nacht ab und veröffentlichte die Entscheidung am nächsten Morgen.
Die Bundesregierung unter Helmut Schmidt entschied sich in mehreren Krisensitzungen, anders als im Fall Peter Lorenz, nicht auf die Forderungen der Entführer einzugehen. Sie blieb auch nach der Entführung des Flugzeugs „Landshut“, eines Passagierflugzeugs der Lufthansa, bei ihrer harten Haltung – die Maschine wurde am frühen Morgen des 18. Oktober 1977 auf dem Flughafen Mogadischu in Somalia von Beamten der Grenzschutzgruppe 9 (GSG-9) gestürmt und 90 Geiseln befreit. In der Justizvollzugsanstalt Stuttgart starben in derselben Nacht Andreas Baader, Gudrun Ensslin und Jan-Carl Raspe, die von der Erstürmung des Flugzeugs Kenntnis bekommen hatten, in ihren Zellen durch Suizid.

### Ermordung

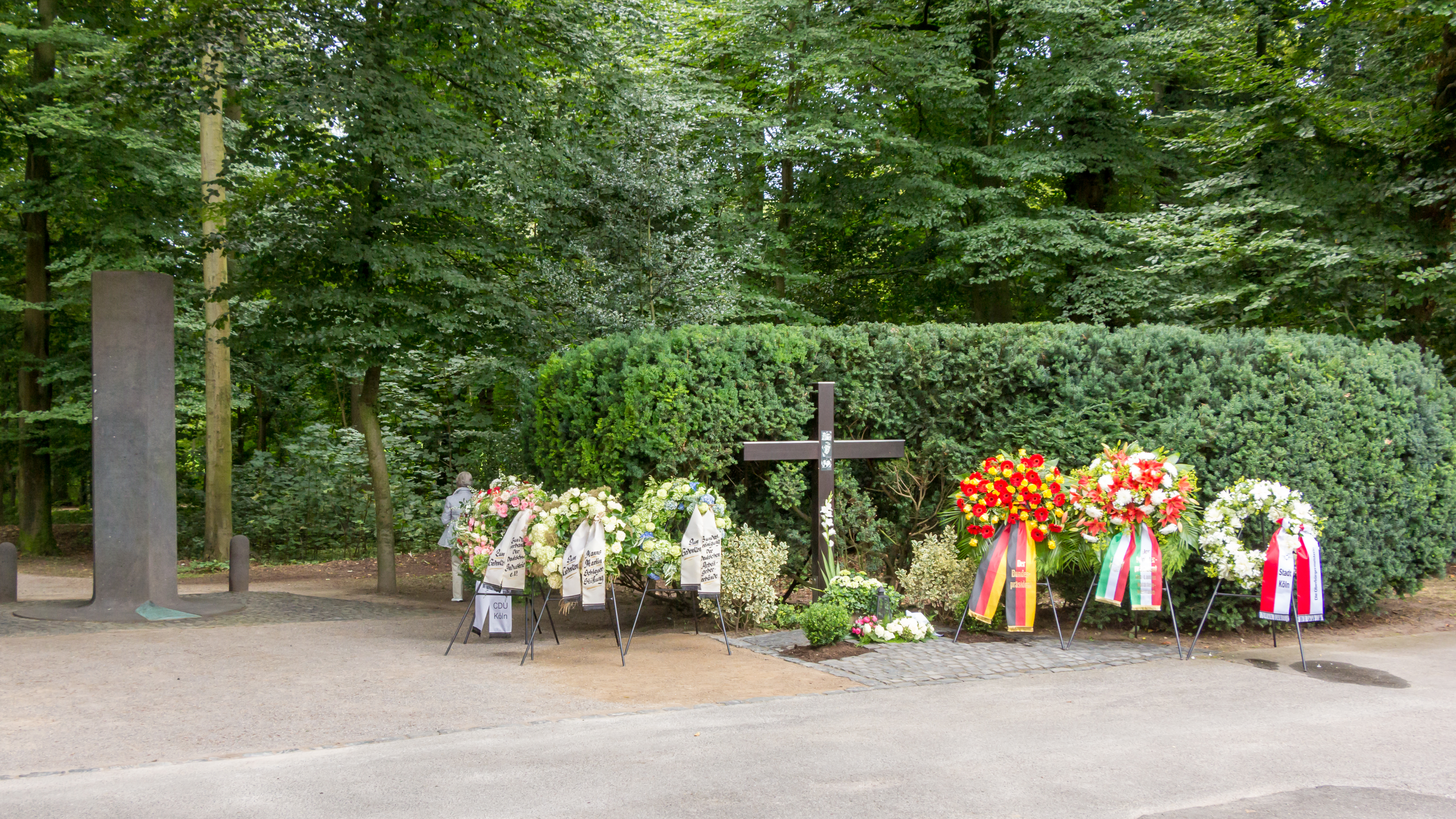
Gedenkkreuz und Mahnmal am 40. Jahrestag des Attentates auf Hanns Martin Schleyer

Als die Entführer vom Tod der inhaftierten RAF-Mitglieder erfuhren, wurde Schleyer noch am selben Tag mit drei Schüssen in den Hinterkopf getötet. Seine Leiche fand man am 19. Oktober 1977 im Kofferraum eines in der Rue Charles Peguy in Mülhausen (Elsass) abgestellten Audi 100. Peter-Jürgen Boock behauptete im Jahr 2007, Stefan Wisniewski und Rolf Heißler hätten die tödlichen Schüsse abgegeben. Boock war jedoch kein unmittelbarer Zeuge der Tat und befand sich zum Zeitpunkt der Erschießung Schleyers in Bagdad. Das Obduktionsergebnis lässt den Schluss zu, dass alle Schüsse aus einer Waffe, aber aufgrund der Schusswinkel vermutlich von zwei Tätern abgegeben wurden. Wer Schleyer erschoss, ist bis heute nicht geklärt.
Das Bekennerschreiben der RAF vom 19. Oktober 1977, das Silke Maier-Witt an die Libération übermittelte, lautete:

„Wir haben nach 43 Tagen Hanns-Martin Schleyers klägliche und korrupte Existenz beendet. Herr Schmidt, der in seinem Machtkalkül von Anfang an mit Schleyers Tod spekulierte, kann ihn in der Rue Charles Peguy in Mülhausen in einem grünen Audi 100 mit Bad Homburger Kennzeichen abholen. Für unseren Schmerz und unsere Wut über die Massaker in Mogadischu und Stammheim ist sein Tod bedeutungslos.“

## Urteile
Wegen der Beteiligung an der Schleyer-Entführung wurden Stefan Wisniewski, Adelheid Schulz, Brigitte Mohnhaupt, Christian Klar, Peter-Jürgen Boock, Rolf Clemens Wagner und Sieglinde Hofmann zu lebenslangen Freiheitsstrafen verurteilt. Unter Anwendung der Kronzeugenregelung bekamen Silke Maier-Witt, Monika Helbing und die wegen Beihilfe verurteilte Sigrid Sternebeck Gesamtstrafen zwischen sieben und zehn Jahren. Ebenfalls der Beteiligung verdächtigt wurden Willy Peter Stoll und Elisabeth von Dyck, die beide bei Festnahmeversuchen von der Polizei erschossen wurden. Im Falle Stoll gilt eine direkte Beteiligung an der Entführung Schleyers und der Erschießung seiner Begleiter als gesichert. Sieben weitere der ehemals 20 Verdächtigen wurden wegen anderer Taten rechtskräftig verurteilt. Friederike Krabbe ist bis heute verschwunden.

## Folgen
Die Schleyer-Entführung verfehlte die von der RAF beabsichtigte Wirkung. Zwar erregten die Bilder Schleyers aus der Gefangenschaft in der Bevölkerung Mitleid, es resultierte daraus aber kein öffentlicher Druck auf die Bundesregierung, den Forderungen der Entführer nachzukommen. Auch blieben, anders als von der RAF erwartet, derart repressive Maßnahmen des Staates aus, welche zu allgemeiner Kritik an der Bundesregierung geführt hätten. Die Meinungsbilder zeigten, dass sich eine Mehrheit in der Bevölkerung für härtere Maßnahmen gegen den Terrorismus aussprach, während das Nachgeben gegenüber den Lorenz-Entführern in der Berichterstattung zuvor negativ bewertet worden war.